# 劉国運
劉 国運（りゅう こくうん / リュウ・クォユン、劉國運、刘国运）は、中華民国空軍の軍人。字は泰初。子に22代目行政院長・劉兆玄。

## 経歴
衡陽県金蘭鎮香花村出身。父は劉景亨、母は鄒氏。衝陽県道南初級中学卒業後、17歳の時に村を離れ、1928年4月、中央陸軍軍官学校第6期歩兵科入学。歩兵第3大隊第12中隊配属。1929年5月、卒業。
1931年3月19日、中央航空学校第1期卒業。航空第2隊（長：張廷孟）飛行員。1933年11月、中国陸軍大学正則班第12期入学。
1935年9月7日、空軍中尉。
1936年12月、中国陸軍大学卒業。
1937年9月7日、空軍上尉。
漢口航空站站長を経て1938年3月、広州・天河飛行場の空軍第2路司令部（司令官代理：楊鶴霄）参謀長。10月21日に広州が陥落すると、衝陽への撤退業務に携わったのち柳州航空総站（柳州移転後の空軍第2路司令部の事か）参謀長。1940年、空軍参謀学校教務処副処長。航空委員会参謀処長、空軍第3路司令部（長：王叔銘）副司令官、1944年ごろ（45年とも）、空軍第4路司令官を歴任。
1946年、西安の第3軍区司令官。
1946年11月22日、空軍上校。
1948年6月1日、空軍総司令部副参謀長。
1949年11月、空軍総司令部参謀長。
台湾に退避後は国防部参謀次長、総統府戦略顧問など歴任。1966年1月より肝臓を患い、米国にて治療に専念。帰国後、1967年に台北市の台湾大学附属病院にて病死。碧潭空軍公墓に葬られる。
後、官舎跡は「國運新城」と呼ばれる軍人向けのマンションになる。

## 親族
- 長男：劉兆寧（台大學士、イリノイ大学アーバナ・シャンペーン校コンピュータ博士、教授）
- 次男：劉兆華（台大學士、イリノイ大学アーバナ・シャンペーン校博士）
- 三男：劉兆漢（中国語版）（ブラウン大学電機博士、イリノイ大学アーバナ・シャンペーン校電機・計算機工学系教授、国立中央大学校長）
- 四男：劉兆藜（台大地質系学士、イリノイ大学アーバナ・シャンペーン校博士、教授。
- 五男：劉兆玄（国立清華大学学長、22代目行政院長）
- 六男：劉兆凱（中国語版）（台大電機系学士、イリノイ大学アーバナ・シャンペーン校電機・計算機工学博士、現東元電機董事長）

## 栄典
- 三等空軍復興栄誉勲章 1944年8月13日[11]
- 忠勤勲章　1945年10月10日[12]
- 四等宝鼎勲章（中国語版） 1946年8月14日[13]
- 二等空軍復興栄誉勲章 1947年8月14日[14]
- 乾元勲章 1948年8月14日[15]
- 三等雲麾勲章（中国語版） 1949年8月14日[16]
- 二等雲麾勲章 1950年8月14日[17]